# هدا برنتسن

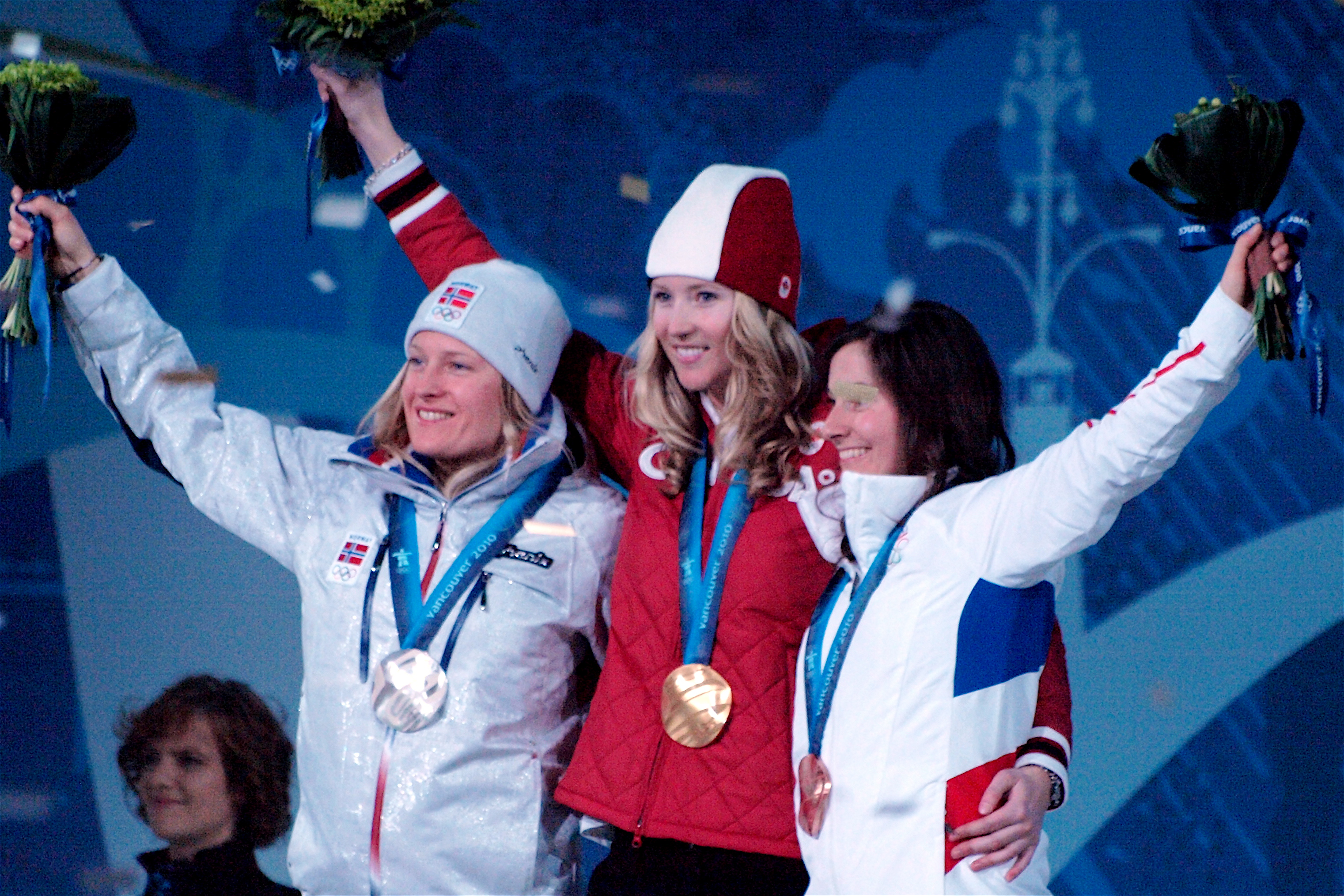
هدا برنتسن اولین نفر از سمت چپ تصویر

هدا برنتسن (انگلیسی: Hedda Berntsen؛ زادهٔ ۲۴ آوریل ۱۹۷۶) ورزشکار اسکی آلپاین اهل نروژ است.
وی در مسابقات کشوری و بین‌المللی در مجموع برندهٔ ۱ مدال طلا، ۳ مدال نقره، ۱ مدال برنز شده‌است.